# Æsustaðafjall
Æsustaðafjall är ett berg i republiken Island. Det ligger i regionen Norðurland vestra, 180 km nordost om huvudstaden Reykjavík. Toppen på Æsustaðafjall är 697 meter över havet.
Trakten runt Æsustaðafjall är nära nog obefolkad, med mindre än två invånare per kvadratkilometer. Närmaste större samhälle är Varmahlíð, omkring 20 kilometer öster om Æsustaðafjall. Trakten runt Æsustaðafjall består i huvudsak av gräsmarker.